# Theo Kobusch

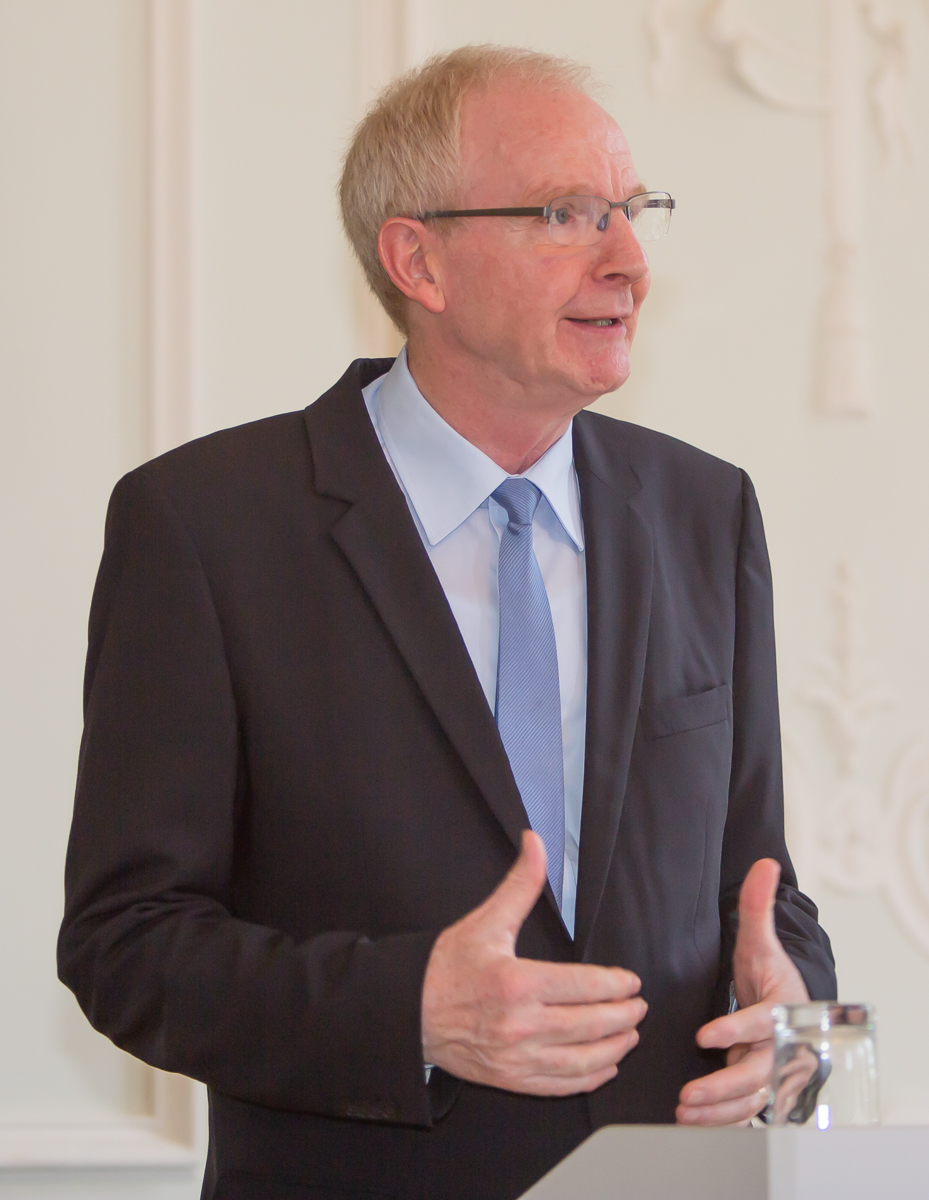
Theo Kobusch (2013)

Theo Kobusch (* 9. April 1948 in Niedertiefenbach) ist ein deutscher Philosoph und Philosophiehistoriker.
Kobusch ist emeritierter Ordinarius für Philosophie an der Rheinischen Friedrich-Wilhelms-Universität Bonn und war geschäftsführender Direktor des dortigen Instituts für Philosophie. Mit zahlreichen Veröffentlichungen zu Platon wurde er über die Fachkreise hinaus bekannt. Er ist redaktionell verantwortlicher Mitherausgeber und Verfasser einiger Artikel des Historischen Wörterbuchs der Philosophie sowie Vorsitzender der Arbeitsgemeinschaft deutschsprachiger Philosophiedozentinnen und -dozenten im Studium der katholischen Theologie. Zeitweilig war er Geschäftsführer der Gesellschaft für antike Philosophie e. V.

## Leben und Wirken
Geboren wurde Kobusch in Niedertiefenbach bei Limburg an der Lahn. Dort besuchte er die Volksschule. Von 1958 bis 1966 war er Schüler des altsprachlichen Gymnasiums in Hadamar. Von 1966 bis 1971 studierte er die Fächer Philosophie, Griechisch und Latein in Gießen und Bern. Das Studium schloss er mit dem Staatsexamen ab.
1972 wurde er mit der Dissertation „Studien zur Philosophie des Hierokles von Alexandrien“ an der Universität Gießen promoviert. Ab 1975 war Kobusch Wissenschaftlicher Assistent der Abteilung für philosophische Grundfragen der Theologie an der Katholisch-Theologischen Fakultät der Universität Tübingen. 1982 habilitierte er sich an der Philosophischen Fakultät der Universität Tübingen und erhielt ein Jahr später die Lehrbefugnis für das Fach Philosophie unter besonderer Berücksichtigung der Patristik und Scholastik.
Kobusch war von 1983 bis 1988 C2-Professor an der Ruhr-Universität Bochum. Er übernahm zwischenzeitlich Lehrstuhlvertretungen in Bamberg und Bochum und erhielt das Heisenberg-Stipendium. 1990 wurde er auf den Lehrstuhl für Philosophisch-Theologische Grenzfragen an die Ruhr-Universität Bochum berufen. Dort war er von 1993 bis 1994 auch Dekan der Katholisch-Theologischen Fakultät.
Seit 2003 war Kobusch bis zur Pensionierung Inhaber des Lehrstuhls für Philosophie des Instituts für Philosophie der Universität Bonn. Ab Oktober 2007 war er außerdem für ein Jahr Fellow am Max-Weber-Kolleg in Erfurt. Zusammen mit Manfred Gerwing ist er Herausgeber der Beiträge zur Geschichte der Philosophie und Theologie.

## Veröffentlichungen
- Studien zur Philosophie des Hierokles von Alexandrien. Untersuchungen zum christlichen Neuplatonismus. Berchmans, München 1976, ISBN 3-87056-008-8.
- Sein und Sprache. Historische Grundlegung einer Ontologie der Sprache. Brill, Leiden/New York/København/Köln 1987, ISBN 90-04-07562-3.
- (Hrsg.): Ludger Oeing-Hanhoff, Walter Jaeschke (Hrsg.): Metaphysik und Freiheit. Gesammelte Abhandlungen. Wewel, München 1988, ISBN 3-87904-141-5.
- (Hrsg.): Burkhard Mojsisch (Hrsg.): Platon. Seine Dialoge in der Sicht neuerer Forschungen. Wissenschaftliche Buchgesellschaft, Darmstadt 1996, ISBN 978-3-534-12632-3.
- (Hrsg.): Burkhard Mojsisch (Hrsg.): Platon in der abendländischen Geistesgeschichte. Neue Forschungen zum Platonismus. Wissenschaftliche Buchgesellschaft, Darmstadt 1997, ISBN 3-534-12956-3.
- Die Entdeckung der Person. Metaphysik der Freiheit und modernes Menschenbild. (1993), 2., erweiterte Auflage. Wissenschaftliche Buchgesellschaft, Darmstadt 1997, ISBN 3-534-13377-3.
- (Hrsg.): Philosophen des Mittelalters. Eine Einführung. Wissenschaftliche Buchgesellschaft, Darmstadt 2000, ISBN 978-3-534-14144-9.
- (als Hrsg.), Markus Knapp (Hrsg.): Religion – Metaphysik(kritik) – Theologie im Kontext der Moderne/Postmoderne. de Gruyter, Berlin/New York 2000, ISBN 3-11-016806-5.
- (Hrsg.): Michael Erler (Hrsg.): Metaphysik und Religion. Zur Signatur des spätantiken Denkens. Saur, München/Leipzig 2002, ISBN 3-598-77709-4.
- (Hrsg.): Burkhard Mojsisch (Hrsg.), Orrin F. Summerell (Hrsg.): Selbst – Singularität – Subjektivität. Vom Neuplatonismus zum Deutschen Idealismus. Grüner, Amsterdam/Philadelphia 2002, ISBN 90-6032-467-6.
- Christliche Philosophie. Die Entdeckung der Subjektivität. Wissenschaftliche Buchgesellschaft, Darmstadt 2006, ISBN 978-3-534-19746-0.
- Die Philosophie des Hoch- und Spätmittelalters. (= Geschichte der Philosophie. Bd. 5). Beck, München 2011, ISBN 978-3-406-31269-4.
- mit Marcel van Ackeren, Jörn Müller (Hrsg.): Warum noch Philosophie? Historische, systematische und gesellschaftliche Positionen. Aufsatzsammlung. De Gruyter, Berlin 2011, ISBN 978-3-11-022375-0.
- Selbstwerdung und Personalität. Spätantike Philosophie und ihr Einfluß auf die Moderne. Aufsatzsammlung (Tria Corda. Jenaer Vorlesungen zu Judentum, Antike und Christentum 9). Mohr Siebeck, Tübingen 2018, ISBN 978-3-16-155509-1